# Frías (Burgos)
Frías es un municipio y localidad española que posee el título de ciudad. Situado al norte de la provincia de Burgos, en la comunidad autónoma de Castilla y León, está enmarcado en la comarca de Las Merindades y en el partido judicial de Villarcayo.
Sobre el cerro de La Muela, y cercana al ancho y caudaloso río Ebro, se constituyó un enclave estratégico de paso de dicho río, desde la época romana y sobre todo en época medieval, que unía la costa cantábrica y la meseta, dando lugar a la notable prosperidad de Frías y de su conjunto monumental.
Mantiene una estructura urbana medieval que corona el castillo de los Velasco y la iglesia de San Vicente. Los edificios mantienen un sistema constructivo en el que van adosándose entre sí. La solana del piso superior emplea toba y entramado de madera.
Junto a los municipios de Oña y Poza de la Sal conforma la mancomunidad Raíces de Castilla.
Está catalogado como Uno de Los Pueblos Más Bonitos de España desde el año 2014 y pertenece desde entonces a la asociación homónima.

## Toponimia
El nombre del pueblo era originalmente Aguas Fridas. En Español antiguo frida (frido) significaba frío.

## Geografía

### Ubicación

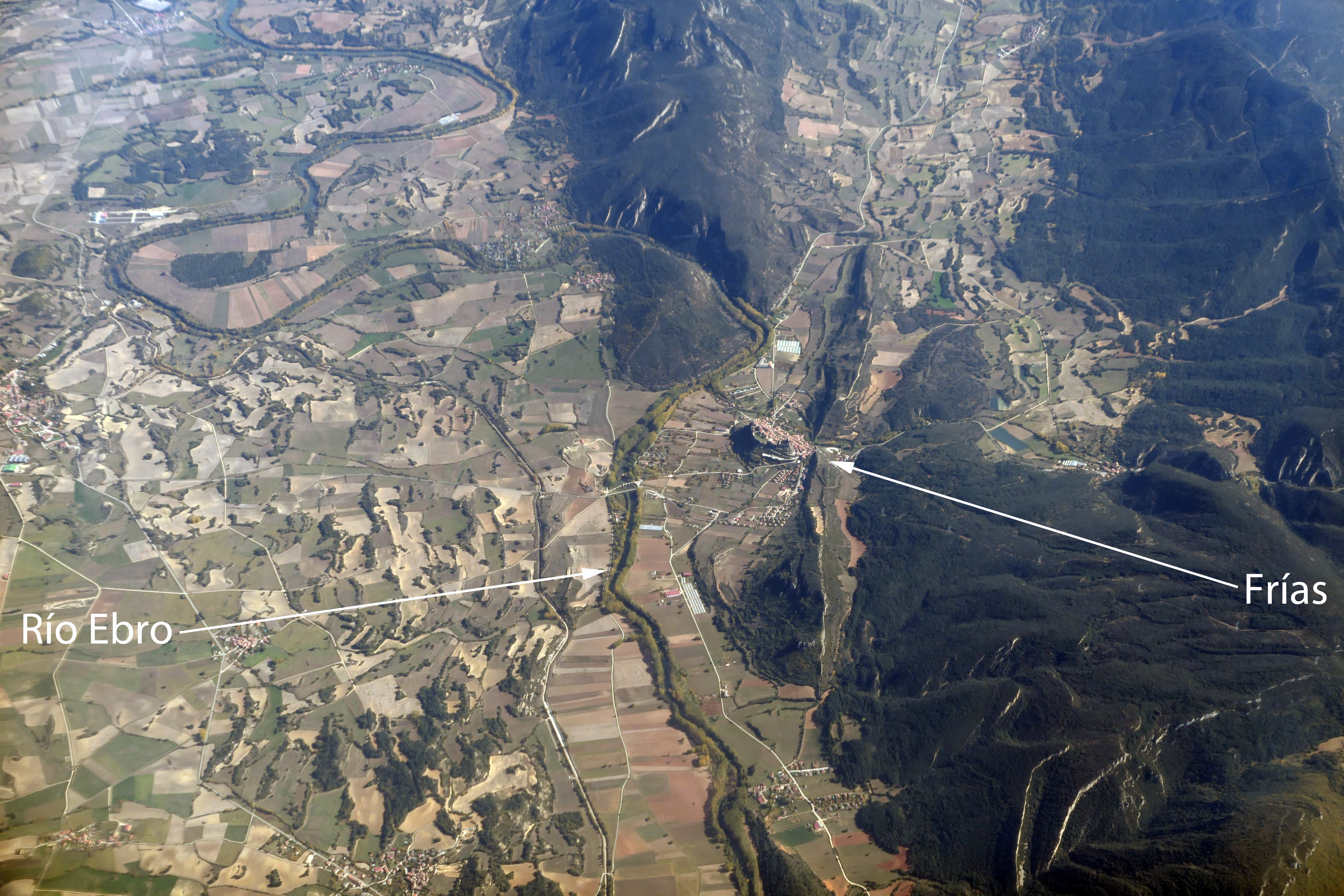
Vista aérea de Frías.

Está a unos 80 km al nordeste de Burgos capital, a orillas del río Ebro, con 29,37 km² de término municipal.
| Noroeste: Cillaperlata | Norte: Valle de Tobalina              | Noreste: Valle de Tobalina             |
| Oeste: Oña             |                                       | Este: Partido de la Sierra en Tobalina |
| Suroeste Oña           | Sur: Partido de la Sierra en Tobalina | Sureste: Oña                           |

## Historia
Frías se ubica en un estratégico emplazamiento para cruzar el río Ebro que se ha venido utilizando al menos desde la época romana. La primera referencia histórica se remonta al año 867, en plena repoblación de estas tierras después de su conquista a los musulmanes. En el siglo XI el conde Sancho García, conocido por el sobrenombre de "el de los buenos fueros", adquiere la ciudad. A su muerte Frías se integra en el reino de Pamplona Nájera (predecesor del reino de Navarra) bajo el reinado de Sancho Garcés III el Mayor.
En 1202, el rey Alfonso VIII le otorga el Fuero de Logroño para darle mayor bienestar e independencia, favoreciendo el desarrollo económico de la población, que llegó a contar con una judería. Pasa a depender de Castilla y extiende su influencia por todo el Valle de Tobalina. En el siglo XIV se construye sobre el puente una torre con el objetivo de cobrar más eficientemente el pontazgo.
En 1435, el rey Juan II de Castilla otorgó a la villa el título de ciudad con el objetivo de intercambiársela a Pedro Fernández de Velasco, conde de Haro, por Peñafiel. La población de Frías se negó a aceptar al conde de Haro como su señor, lo que llevó al enfrentamiento y asedio de la plaza, que tuvo que rendirse tras un largo tiempo, y acatar las normas del nuevo señor.
En 1492 los Reyes Católicos crean el Ducado de Frías, que otorgan a los Velasco.
En el nomenclátor de Floridablanca (1789), la ciudad de Frías aparece, junto «con sus barrios de Quintanaseca y Tovera», dentro del partido de Castilla la Vieja en Burgos, listado entre los «pueblos solos». Como tal es señorío secular, ejercido por el duque de Frías, con alcalde mayor de Señorío y otro ordinario.
A la caída del Antiguo Régimen queda constituida como ayuntamiento constitucional del mismo nombre en el partido Briviesca, región de Castilla la Vieja; contaba entonces con 790 habitantes.

### Descripción en el Diccionario Madoz
Así se describe a Frías en el tomo VIII del Diccionario geográfico-estadístico-histórico de España y sus posesiones de Ultramar, obra impulsada por Pascual Madoz a mediados del siglo XIX:

FRÍAS: ciudad con ayuntamiento en la provincia, diócesis, audiencia territorial y capitanía general de Burgos (11 leguas), partido judicial de Briviesca (6); Situada en una eminencia a la derecha del Ebro como a unos 1000 pasos sobre una escarpada roca de 600 pies de elevación. Tiene 300 casas, la mayor parte de un piso, las cuales forman cuerpo de población; sus calles son en general empedradas, pero estrechas, tortuosas y pendientes; una plaza de regular extensión; casa de ayuntamiento, y en ella la cárcel no muy buena; un hospital bastante capaz, pero tan mal administrado, que no admite enfermos, ni les facilita alivio a pesar de contar con algunos recursos; una iglesia parroquial (San Vicente Mártir), que tiene anejos los barrios de Quintanaseca y Tobera, y es servida por 7 clérigos, los 3 párrocos, otros 3 beneficiados enteros, y el otro medio racionero, habiendo también un sacristán nombrado por este cabildo; un cementerio que, aunque mal construido, no perjudica la salud pública; una ermita en el último de dichos barrios dedicada a Nuestra Señora de la O, la cual se halla situada debajo de una grande roca calcárea a la entrada de un estrecho paso por donde cruzan, inmediatos a la citada ermita el río Molinar y el camino que conduce a Bureba; junto a la población y al O de la misma, se encuentra un convento que fue de Franciscos, y a unos 1000 pasos al E el monasterio titulado de Nuestra Señora de Badillo; finalmente, en el término brotan varias fuentes saludables y buenas, surtiéndose no obstante los vecinos para su consumo de las agua de los ríos Ebro y Molinar. Confina el término N Santocildes y otros, ¾ de legua; E Valderrama, ¾, S Ranera, 5/4, y O Cillaperlata, 5/4. El terreno participa de monte y llano; es pedregoso y de primera, segunda, tercera y cuarta clase, habiendo por los puntos N, E y S los montes que forman cordillera con la de Pancorbo, llamados Corral de los Bueyes, Val de Vacas, Val de Modoyo, San Vicente, Alvilla, Maloyar y Umión que tiene una elevación considerable; en ellos se crían encinas, robles, hayas y maleza, utilizándose todo esto únicamente para combustible; corren cerca de la población los mencionados ríos Ebro y Molinar; el primero, que nace en las montañas de Reinosa, lleva su curso de O a E, no teniendo sobre él más puente en el espacio de 4 leguas, que el de esta ciudad que es de 9 arcos con un castillete o pequeña fortificación en medio con puertas arqueadas; y el segundo, que solo corre el trecho de 2 leguas, es de poca consideración, pero de mucha utilidad, pues sirve para dar impulso a los molinos que más abajo especificaremos, cruzándole 6 puentes, de los que 4 son de piedra y de un solo ojo cada uno, y los dos restantes de madera; hay además otro río llamado de Soto, de escaso caudal con 2 puentes, también uno de madera y otro de piedra. Caminos: los locales que son de herradura por lo escabroso del terreno. Correos: la correspondencia se recibe de Briviesca por valijero, los lunes, jueves y sábados, saliendo los martes, jueves y sábados. Producciones: cereales de toda clase, maíz, lino, legumbres, vino chacolí, manzanas, cerezas, pavías, nueces y algunos higos y albaricoques; ganado vacuno y cabrío; caza de perdices, liebres, zorras y lobos aunque pocos, y pesca de anguilas, barbos, truchas y peces. Industria: la agrícola, y además 9 molinos harineros de una y dos piedras, 2 de aceite linaza, 3 batanes, una cardería en la que se carda lana basta para blanquetas, varios telares de lienzo y una fábrica de curtidos en el expresado río Molinar. Comercio: la importación de vino, aceite de olivas, linaza y algunos géneros ultramarinos, y la exportación de blanqueta, aceite de linaza, pocos curtidos y granos; hay dos ferias en los días 1 y 30 de noviembre, y un mercado semanal que se celebra los sábados; los artículos que en aquellas se presentan son quincalla, paños, telas y ganado de cerda, en el mercado de granos, y durante los meses de invierno en el expresado ganado de cerda. Población: 201 vecinos, 790 almas. Capital productivo: 1 987 900 reales. Imponible: 148 444. Contribución: 43 988 reales 21 maravedíes. El presupuesto municipal asciende a 10 000 reales, y se cubre con los arbitrios y reparto vecinal.
Diccionario geográfico-estadístico-histórico de España y sus posesiones de Ultramar

## Demografía
Frías cuenta con una población de 270 habitantes (INE 2024).
| Gráfica de evolución demográfica de Frías entre 1842 y 2021                                                           |
| |
| Población de derecho según los censos de población del INE. Población de hecho según los censos de población del INE. |

### Población por núcleos
| Núcleos      | Habitantes (2000) | Habitantes (2010) |
| ------------ | ----------------- | ----------------- |
| Frías        | 234               | 218               |
| Quintanaseca | 11                | 29                |
| Tobera       | 31                | 28                |

## Economía
La economía del municipio se basa en la agricultura, (hortalizas y legumbres), y en el turismo. Sus riberas bañadas por el río Ebro acogen un gran número de huertas y explotaciones hortofrutícolas, destacando la producción de lechugas, patatas, tomates y pimientos de exquisita calidad. También multiplica sus habitantes en verano a causa de veraneantes y turistas que visitan el conjunto de la ciudad.

### Evolución de la deuda viva
El concepto de deuda viva contempla sólo las deudas con cajas y bancos relativas a créditos financieros, valores de renta fija y préstamos o créditos transferidos a terceros, excluyéndose, por tanto, la deuda comercial.
| Gráfica de evolución de la deuda viva del ayuntamiento entre 2008 y 2014                             |
| |
| Deuda viva del ayuntamiento en miles de Euros según datos del Ministerio de Hacienda y Ad. Públicas. |

## Administración y política

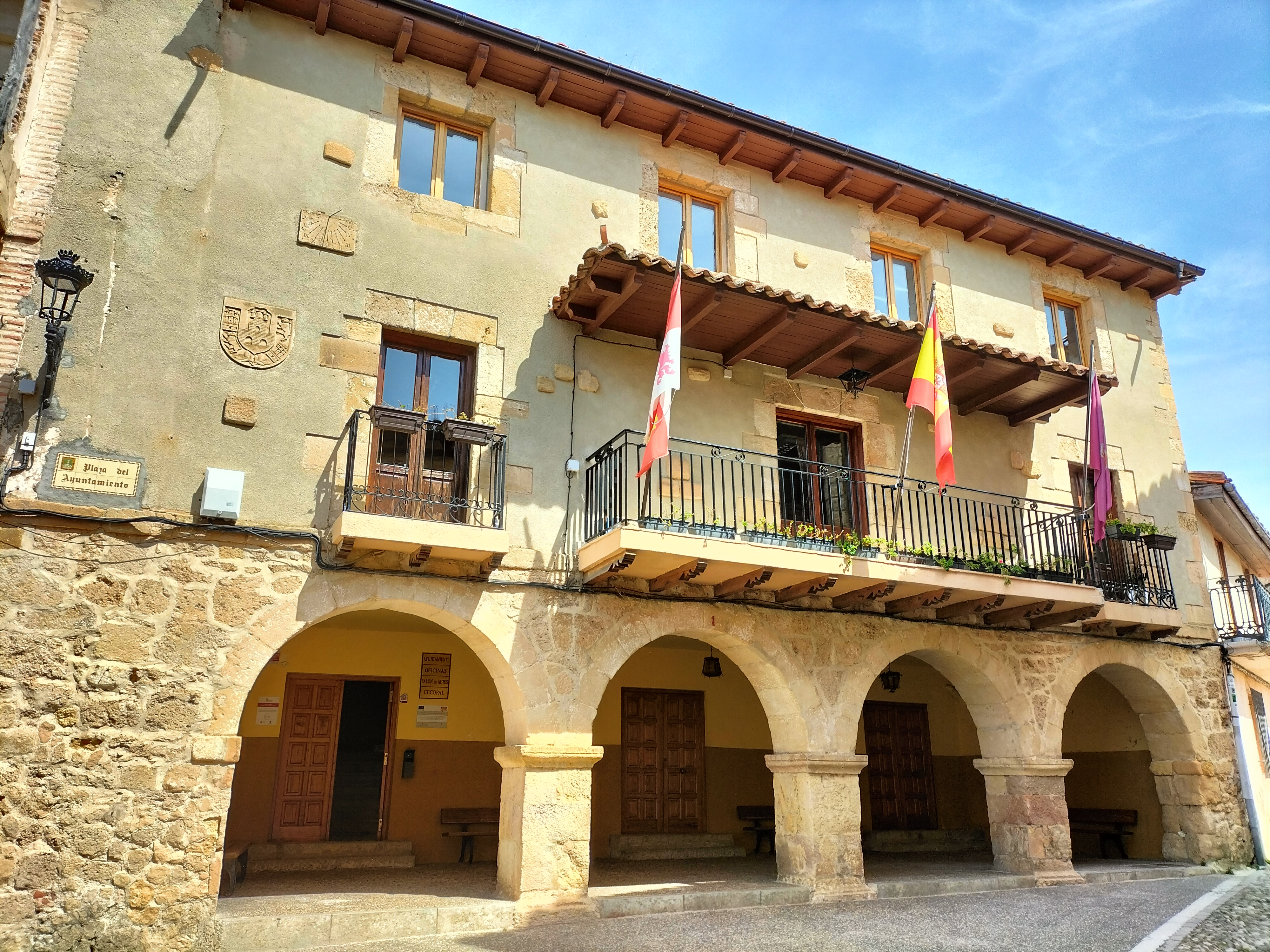
Casa consistorial

Frías ha sido feudo socialista la mayoría de años de la democracia. Desde 2007 a 2015 el alcalde fue el popular Luis Arranz. En 2007 alcanzando un pacto entre PP e IU y desde 2011 con mayoría absoluta. En las elecciones de mayo de 2015, el PSOE se impuso claramente al PP. En las elecciones de 2019, el PSOE revalidó su mayoría absoluta. En las elecciones de 2023, el Partido Popular resultado vencedor de las mismas

### Resultado de las elecciones de 2023
- PP: 94 votos, 4 concejales
- PSOE: 82 votos, 3 concejales

| Periodo   | Nombre                                                     | Partido |
| --------- | ---------------------------------------------------------- | ------- |
| 1979-1983 | Antonio Carpintero Fernández (1979) Jesús Arnaiz Fernández | UCD UCD |
| 1983-1987 | José María Martínez                                        | PSOE    |
| 1987-1991 | Segundo Bergado Tobalina                                   | AP      |
| 1991-1995 | Víctor González                                            | PP      |
| 1995-1999 | José Luis Gómez Ortiz                                      | PSOE    |
| 1999-2003 | José Luis Gómez Ortiz                                      | PSOE    |
| 2003-2007 | José Luis Gómez Ortiz                                      | PSOE    |
| 2007-2011 | Luis Arranz López                                          | PP      |
| 2011-2015 | Luis Arranz López                                          | PP      |
| 2015-2019 | José Luis Gómez Ortiz                                      | PSOE    |
| 2019-2023 | José Luis Gómez Ortiz                                      | PSOE    |
| 2023-act. | Tomás Pérez González (2023-2025) Silvia Quintana Rosales   | PP PP   |

## Cultura

### Patrimonio

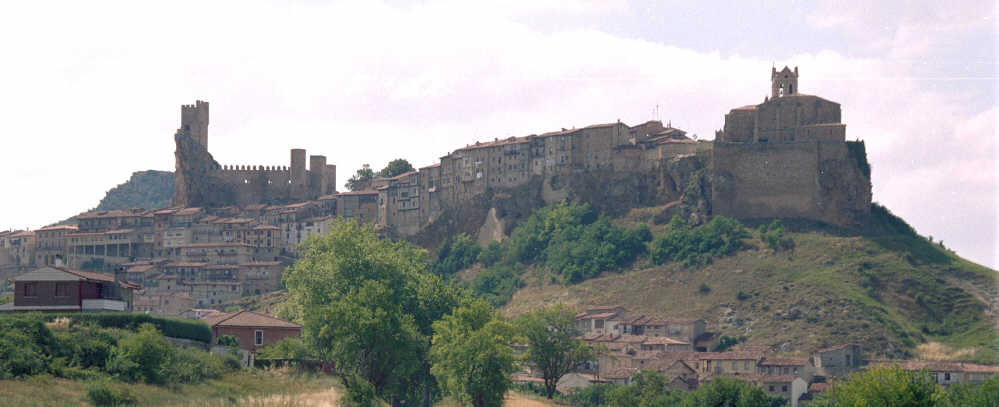
Vista de Frías, con el castillo, la iglesia de San Vicente y las casas colgadas

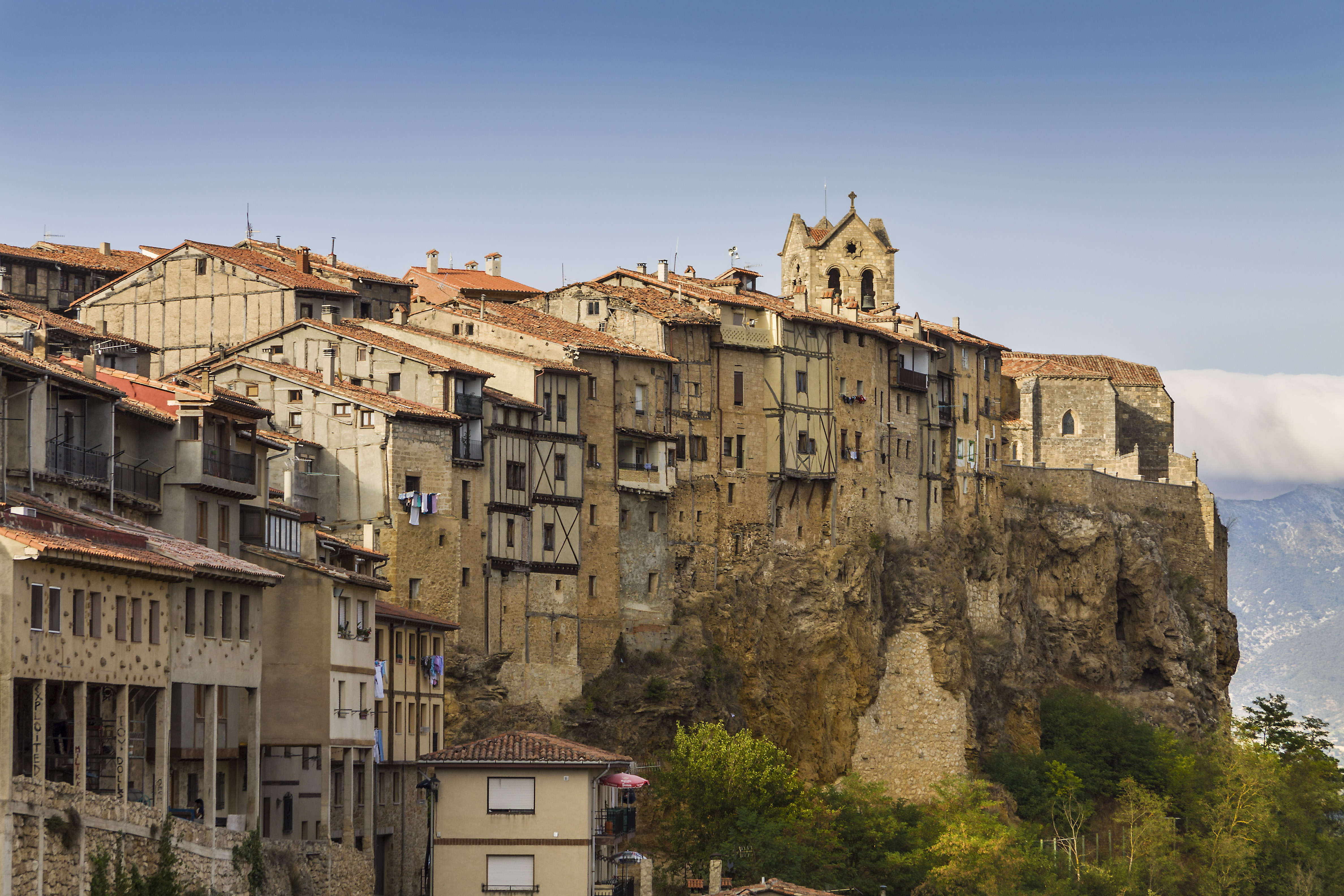
Vista de las casas colgadas

El núcleo urbano medieval de la ciudad está declarado Conjunto Histórico Artístico y mantiene su estructura urbana y las particularidades constructivas.

#### Casas colgadas
Las casas, de planta baja y dos o tres alturas, algunas con bodega por la actividad vinícola que se ha venido realizando en la zona, se apoyan unas en otras conformando las diferentes calles a dos alturas. En algunos casos cuelgan desde la roca. Tienen una estructura de madera y muros de toba en entramados de madera. La parte superior es una solana.
Las edificaciones conforman las calles que van ascendiendo por el risco hasta la cima del mismo que coronan el castillo de los Velasco y la iglesia de San Vicente. Una muralla rodea el conjunto urbano, actualmente de forma parcial, y en ella se abrían tres puertas de las cuales quedan dos, la puerta del Postigo y la puerta de Medina.
Hechas a base de toba y madera, han aprovechado el reducido espacio de tal manera que están construidas en la misma roca, pareciendo que forman parte del precipicio. Tienen entrada en la calle Obdulio Fernández y son perfectamente visibles desde las calles: calle Antonio Carpintero, calle Mayor de San Vítores, calle Federico Keller y campa de las eras.

#### Casa Cuartel y palacio de los Salazar
Sobre la puerta de la casa-cuartel, a la entrada del castillo, destaca un hermoso escudo con las trece estrellas de los Salazar. Está recorrido en su exterior por el cordón de San Francisco. Se encuentra en la plaza de Alfonso VIII. En este palacio se encuentra la Oficina de Turismo de la Ciudad de Frías.

#### Calzada romana
Por Frías pasa una importante calzada romana, vía de comunicación entre la meseta castellana y el norte de la península ibérica, que atravesaba el río Ebro por un vado existente unos 500 m río abajo del puente románico de Frías, para continuar hacia el norte a través del desfiladero del río Purón y el puerto de Orduña. Desde Frías también partía la calzada romana que conducía a La Rioja. Su recorrido es: calle La Canaleja, calle de Rueda, calle de Ronda, calle Rincón de Soto y calle Calzada.

#### Puente medieval

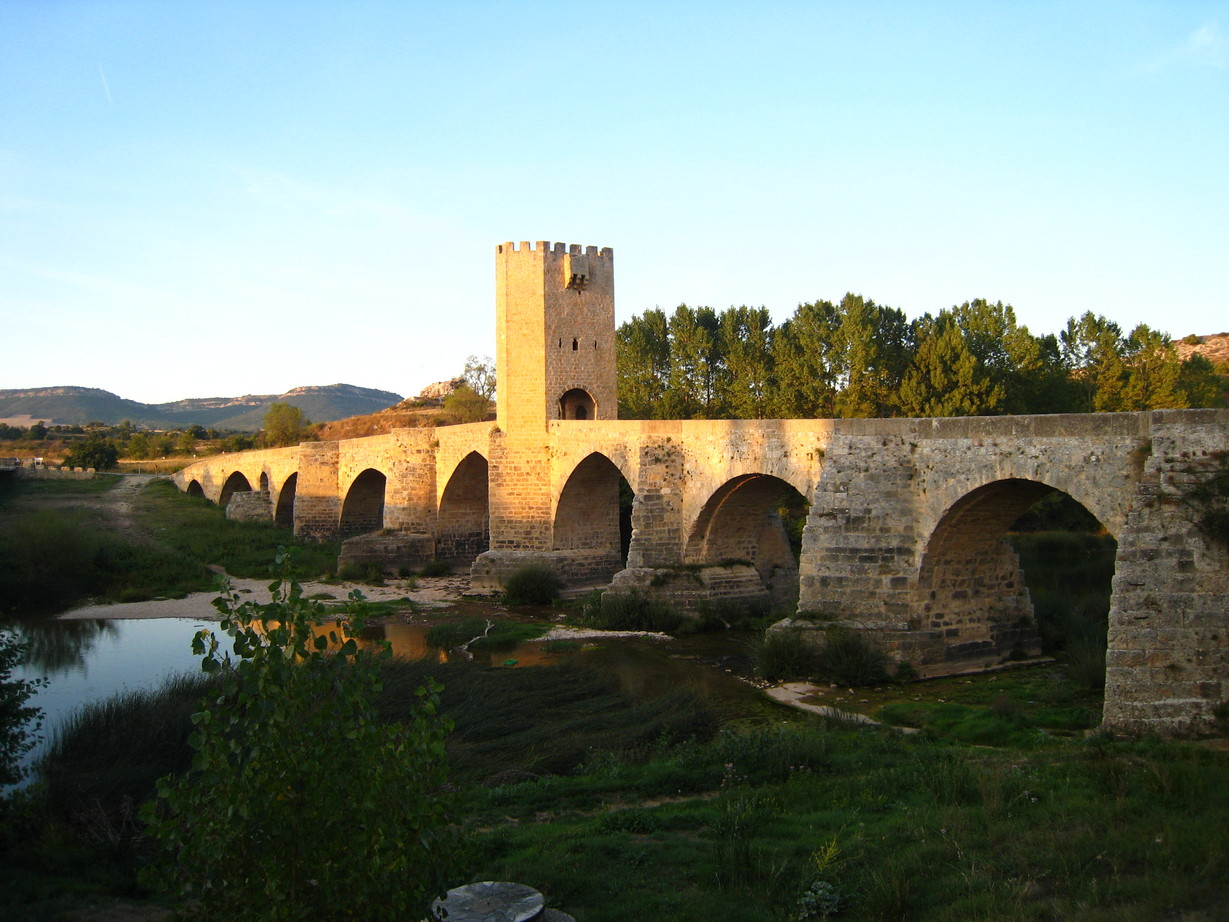
Puente de Frías

El puente medieval de Frías, de 143 m de longitud y 9 arcos, es de origen románico, posteriormente, en el siglo XIV se le dotó de una torre defensiva en la parte central, con saeteras, almenas y matacanes, y cuyo paso era previo pago (cobro del pontazgo). Conecta la Avenida del Salero y la Avenida de Santa María del Puente.

#### Castillo de los Duques de Frías o de los Velasco

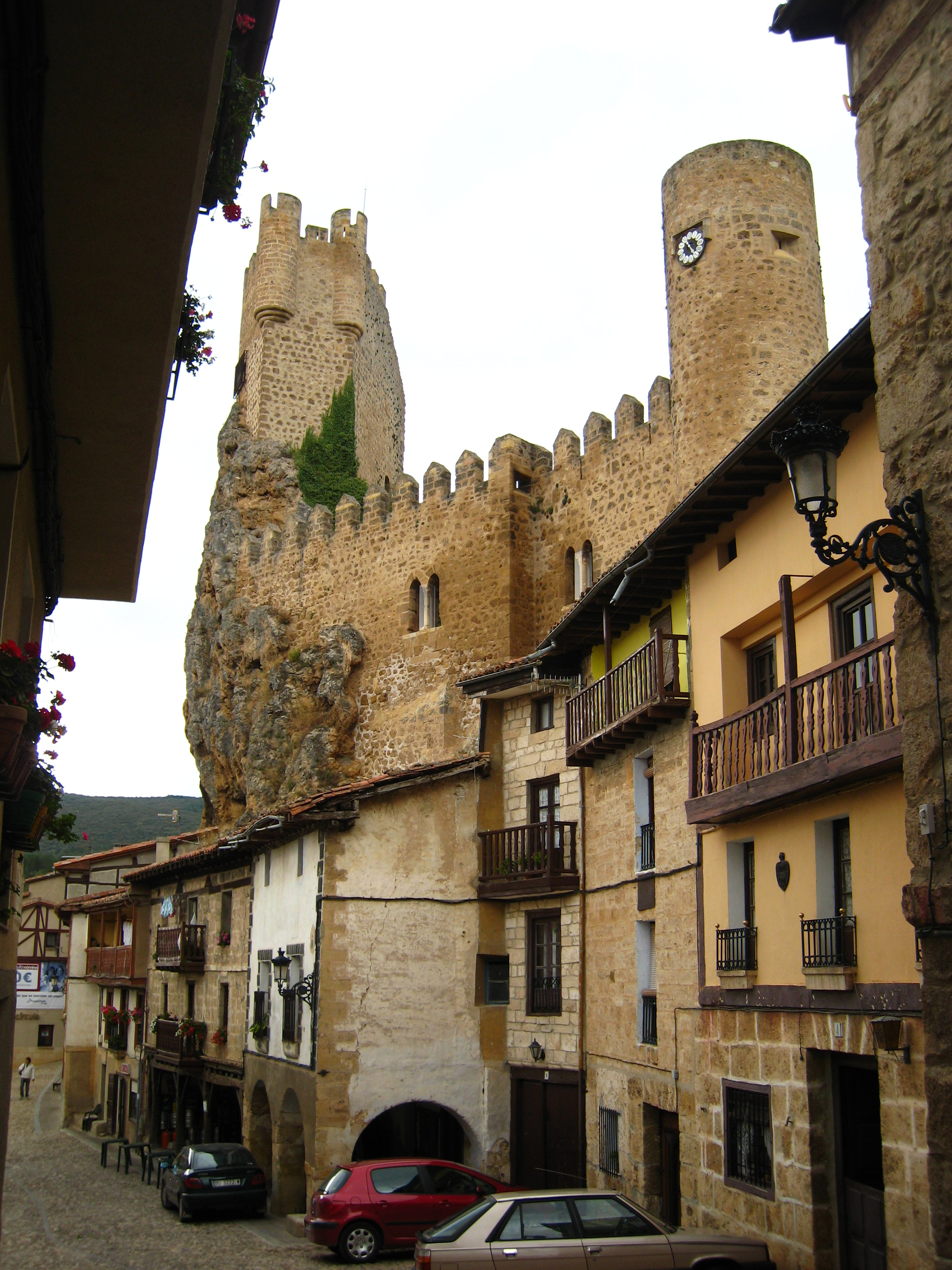
Vista del castillo desde el entramado urbano

Corona el cerro de la Muela logrando una posición estratégica privilegiada sobre el valle y el paso del Ebro. Es uno de los castillos roqueros más espectaculares de Castilla.
La primera mención de la fortaleza de Frías data del año 867. La fábrica que actualmente se observa es de finales del siglo XII, principios del XIII, fechas en torno al reinado de Alfonso VIII. Tiene un marcado carácter defensivo. El conjunto de la torre del homenaje está separado del resto de la edificación manteniendo su propio sistema de defensa.
Se accede a su interior por medio de un puente (en origen levadizo) sobre un foso excavado en la roca y una antepuerta que da acceso a la puerta principal protegida por una reja de acero ya desaparecida. La defensa se basa en una estratégica ubicación de una roca bajo la torre del homenaje. Todo el perímetro del castillo tiene altos muros, con numerosas saeteras, rematado por un cuerpo almenado.
En torno al amplio patio de armas quedan restos de sus antiguas dependencias como graneros, bodegas o estancias de servicios.
Desde la parte superior de la torre del homenaje y desde los tres ventanales de sus muros, rematados por capiteles románicos, la vista de la ciudad es excelente.
La torre del homenaje de este castillo ha tenido tres caídas documentadas a lo largo de la historia. La última de ellas, acaecida en 1830 y con 30 víctimas mortales, tuvo que ver con la voladura de una de las puertas de las murallas de la ciudad por parte del ejército de Napoleón durante la guerra de la independencia.

#### Iglesia parroquial de San Vicente Mártir y San Sebastián

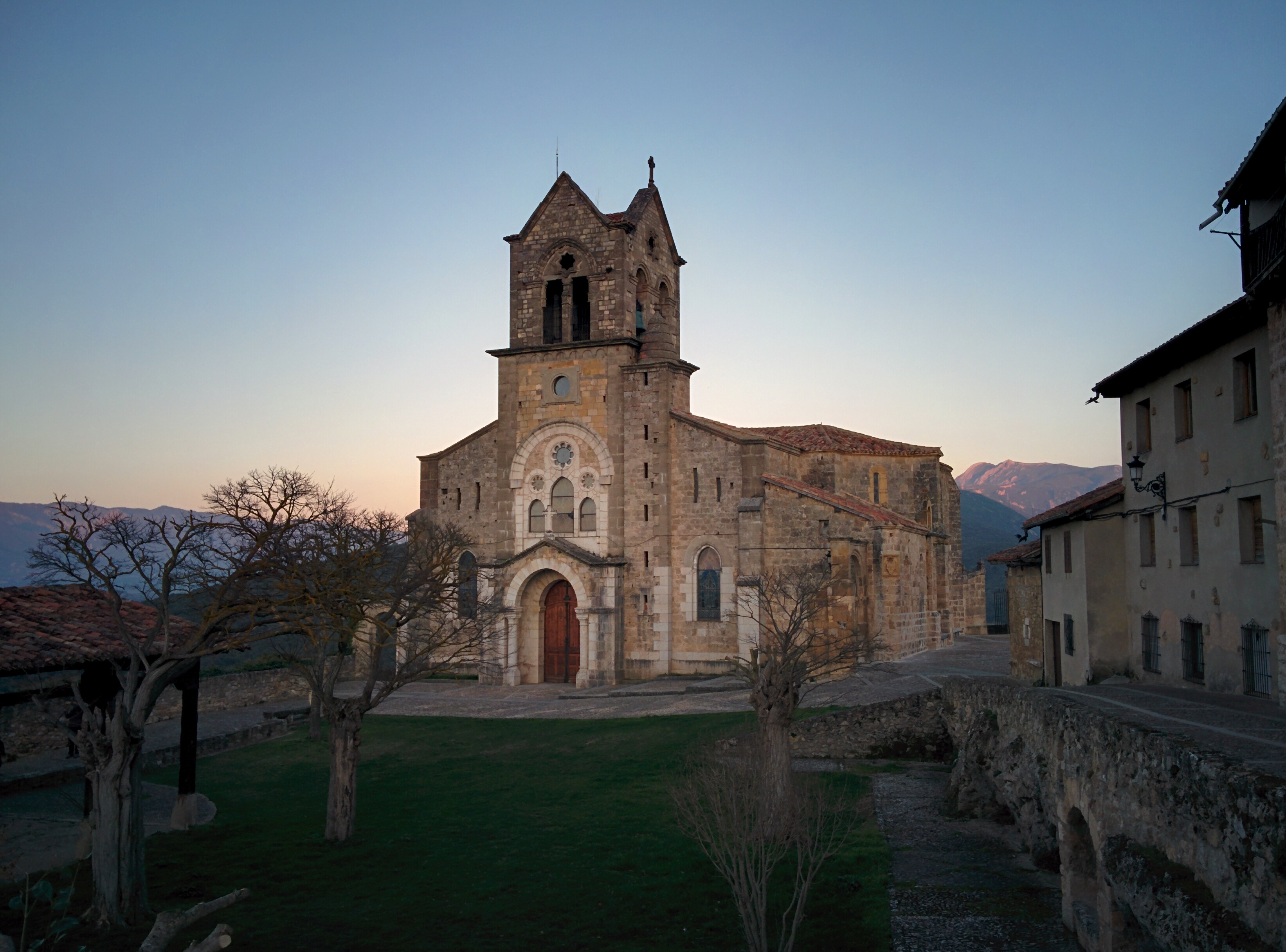
Iglesia de San Vicente

Es la iglesia que más resalta de las que tiene y tuvo la ciudad. Ubicada en un extremo del cortado rocoso, de su primitiva construcción románica sólo quedan algunos restos, ya que tras la caída de su torre en 1904 se levantó una nueva. Su portada principal hoy se exhibe en el Museo de los Claustros de Nueva York.
Entre los siglos XIV y XVI se añaden dos capillas a la nave principal, la del Santo Cristo de las Tentaciones y la de la Visitación. En el interior se pueden admirar retablos, altares, sepulcros, pinturas, así como una amplia colección de imaginería religiosa. Está situada en la plaza del Cardenal Benlloch.
Pertenece al arciprestazgo de Medina de Pomar, archidiócesis de Burgos. Dependen las siguientes localidades:
| - Cormenzana - Cuezva - Leciñana | - Montejo de Cebas - Montejo de San Miguel - Quintana Martín Galíndez | - Quintanamaría - Quintanaseca - Ranera | - Santocildes - Tobera - Valderrama |  |

#### Judería

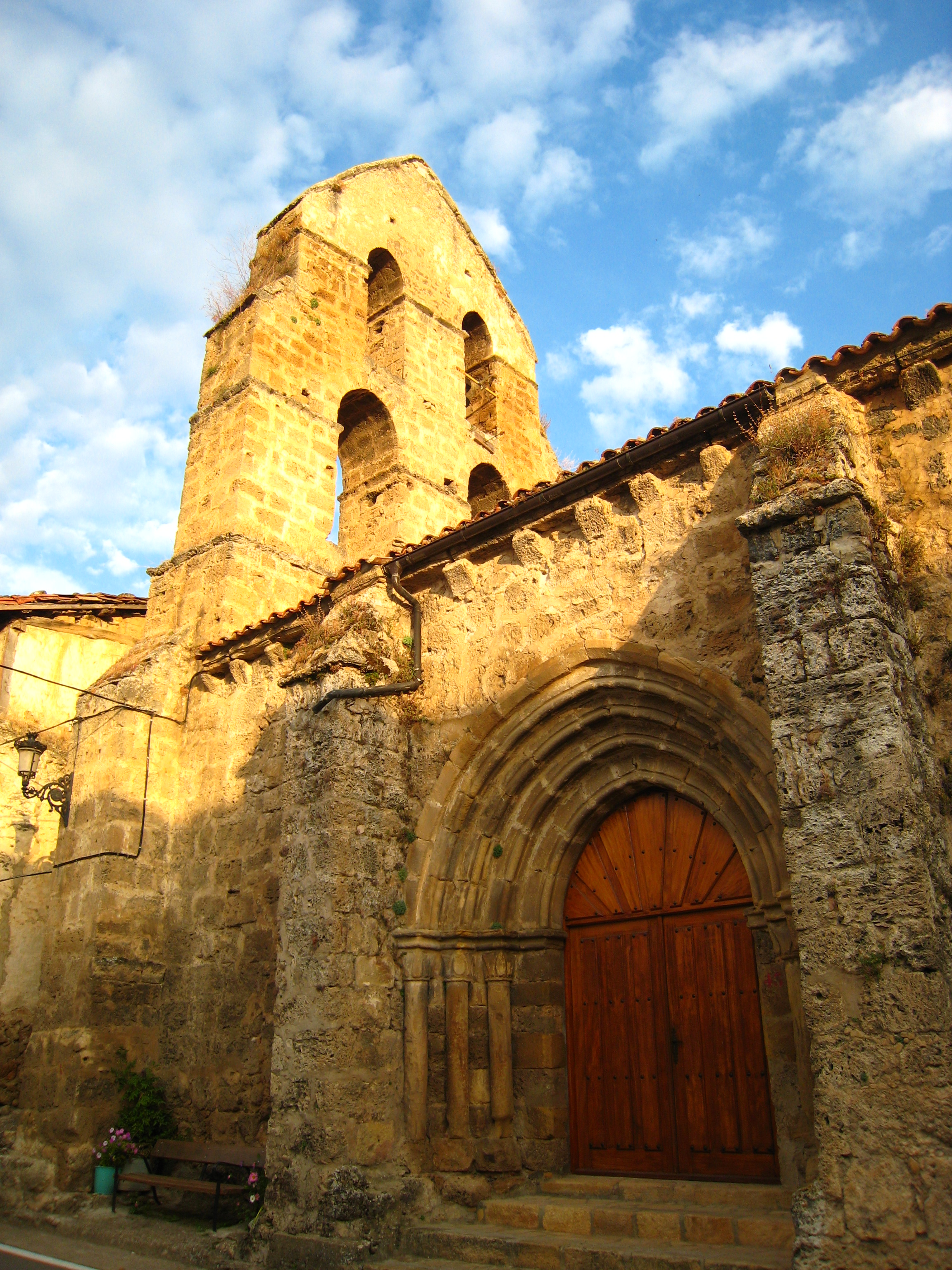
Iglesia de San Vitores

La judería, casi completamente desconocida hasta las últimas décadas del siglo pasado, debió de tener cierta importancia. En el cartulario de Santa María de Vadillo se mencionan judíos desde 1336 hasta fines de siglo, aunque ya aparecen citados con anterioridad, a finales del siglo XIII. En 1387 se nombra como vecino a un tal Nahamías. Todavía en 1574 se recordaba en una testificación al "recaudador de Frías" judeoconverso de la segunda mitad del siglo XV, llamado Juan Sanz de la Ussa, del que se dudaba si había sido quemado o reconciliado y sus bienes vendidos. Fue recaudador de los Velasco y se trata, nada menos, que el fundador de la capilla de la Visitación.
Está situada en las calles El Convenio, La Judería y Candonga.

#### Otros monumentos
- Convento de San Francisco: edificio del siglo XIV que a lo largo del tiempo ha sido aprovechado para otros usos, entre ellos el de vivienda. Interesante ejemplo de aprovechamiento.
- Convento de Santa María de Vadillo: fundado en el año 1219 por Diego Faro lo ocupó una comunidad de Canónigos Regulares de San Agustín. Hizo las funciones de Hospital. Tiene partes constructivas de estilo gótico y renacentista, como la iglesia, bien conservada. Fue abandonado tras la Desamortización de Mendizábal en el siglo XIX. En los últimos años ha sido parcialmente restaurado y destinado a viviendas, negocios de hospedaje y la capilla ha sido reconvertida en sala museística de temática musical.
- Iglesia de San Vítores: de estilo gótico realizada entre los siglos XIII y XIV. A lo largo de su historia ha sido ermita, almacén de grano y, tras una remodelación, de nuevo lugar de culto.
- Lavadero medieval: conservado en buenas condiciones, se encuentra junto al río Molinar, en el inicio de la carretera que va a Tobera.

### Fiestas
La fiesta más relevante de la ciudad de Frías es la denominada Fiesta del Capitán. Se realiza el 24 de junio y en ella se conmemora la rebelión del pueblo de Frías contra el poder feudal y también se conmemora la liberación de las tropas napoleónicas en la guerra de la Independencia. En esta fiesta el pueblo elige a un capitán que recorre las diferentes calles acompañado por unos danzadores bailando con una bandera.
En mayo se celebra la Cruz de Mayo y en septiembre la fiesta del Santo Cristo, se articula en torno a las peñas juveniles, desde 2022 convocan a peñas del entorno con una gran comida de hermandad, juegos populares en el parque Alfonso VIII y un gran desfile de disfraces.
En la feria agrícola y artesanal, a finales de agosto, se venden y exponen desde objetos hechos a mano por la escuela taller de joyería, hasta los productos de la tierra, como frutas y hortalizas, entre las que destacan las conocidas lechugas.
El 26 de agosto se celebra la festividad de San Vitores en el barrio homónimo. Durante la mañana se celebra una tradicional misa. Posteriormente se baila al son de dulzaineros mientras se degustan diferentes canapés regados de todo tipo de bebidas. Ya por la tarde se celebra una popular sardinada y chocolatada, para concluir con una verbena.
A lo largo del año se celebran diferentes actos, como las jornadas medievales, el Festival WiM Music y concursos de renombre, a destacar los de pintura, fotografía y poesía. El 20 y 22 de enero se celebran las fiestas patronales en honor a San Sebastián y San Vicente.